# Ексетер коледж (Оксфорд)
Ексетер-коледж — один з коледжів Оксфордського університету. Повна назва коледжу «The Rector and Scholars of Exeter College at the University of Oxford». Він був заснований в 1314 році, що робить його четвертим найстарішим коледжем в Оксфорді. Коледж був заснований єпископом Ексетерським, Вальтером де Стейплдоном.
Жінкам дозволено вступати в 1979 році. У 1993 році він став першим Оксфордським коледжем, що обрав ректором жінку, Мерилін Батлер.
Відомі випускники: Толкієн і Філіп Пулман.